# Profession : critique
Pour les articles homonymes, voir The Critic.
Profession : critique (The Critic) est une série télévisée d'animation américaine en 23 épisodes de 22 minutes, créée par Al Jean et Mike Reiss et diffusée entre le 26 janvier et le 20 juillet 1994 sur le réseau ABC, puis entre le 5 mars et le 21 mai 1995 sur le réseau FOX.
En France, la série a été diffusée à partir du 4 mars 1995 sur Canal+.

## Synopsis
Cette série met en scène la vie de Jay Sherman, un critique de cinéma new-yorkais animant une émission télévisée. Finalement, Jay a toujours le même avis sur les films qu'il critique : « C'est nul ! ».

## Acteurs

### Version originale
- Jon Lovitz : Jay Sherman
- Nancy Cartwright : voix additionnelles
- Christine Cavanaugh : Marty Sherman
- Gerrit Graham : Franklin Sherman
- Dory Grau : Doris Grossman
- Judith Ivey : Eleanor Sherman
- Mick Jameson : voix additionnelles
- Maurice LaMarche : Jeremy Hawke
- Charles Napier : Duke philipps
- Kath Soucie : voix additionnelles
- Park Overall : Alice Tomnkins
- Russi Taylor : Penny Tomkins

### Version française
- Roland Timsit : Jay Sherman
- Marc Cassot : Duke Philipps
- Vincent Violette : Jeremy Hawke, voix additionnelles
- Gilbert Lévy : le père adoptif de Jay Sherman, voix additionnelles
- Véronique Augereau : Valérie Fox (La Mère critique, épisode 4, saison 1)
- Josiane Pinson : la projectionniste (Une liaison dangereuse, épisode 2, saison 1)
- Jean-Jacques Nervest : Fidel Castro
- Serge Faliu : voix additionnelles

## Épisodes

### Première saison (1994)
1. Pilote (Pilot)
2. Une liaison dangereuse (Miserable)
3. Le Premier Rendez-vous de Marty (Marty's First Date)
4. La Mère critique (Dial “M” for Mother)
5. Le Bal des débutantes (A Little Deb Will Do You)
6. Arrête ton cinéma (Eyes on the Prize)
7. Recherche maman désespérément (Every Doris Has Her Day)
8. Cours toujours (Marathon Mensch)
9. Un aller et retour pour Hollywood (L.A. Jay)
10. Dr Jay (Dr. Jay)
11. Tel père, tel fils (A Day at the Races and a Night at the Opera)
12. Je roule pour vous (Uneasy Rider)
13. Il était une fois un cochon (A Pig-Boy and His Dog)

### Deuxième saison (1995)
1. Un amour de Jay (Sherman, Woman and Child)
2. Les Contes des mille et un ennuis (Sherman of Arabia)
3. Une chanson pour Margot (A Song for Margo)
4. Je mange donc je suis (From Chunk to Hunk)
5. Entre les deux mon cœur balance (Lady Hawke)
6. Un anniversaire à tout faire (Frankie and Ellie Get Lost)
7. Situation critique (Siskel & Ebert & Jay & Alice)
8. Votez Duke (All the Duke's Men)
9. Autant en emporte les dents (Dukerella)
10. Les Grands Moments de cinémagazine (I Can't Believe It's a Clip Show)

## Autour de la série
Cette série a été créée par Al Jean et Mike Reiss qui avaient travaillé auparavant sur Les Simpson, produite par Gracie Films, en association avec Columbia Pictures Television, et animée par Film Roman.
Quoique plus noir et plus cynique, l'humour de la série ressemble beaucoup à celui des Simpson. Le personnage de Jay parle avec son cerveau, avec son ventre ou encore lorsqu'il se trompe entre ce qu'il doit penser et ce qu'il doit dire à voix haute comme celui d'Homer Simpson. Dans la série Les Simpson, Jay fait une apparition comme président du festival du film de Springfield (Burns fait son cinéma), il apparaît aussi dans l'épisode Une crise de Ned dans une chambre d'un l'hôpital psychiatrique où il déambule en répétant sa devise : « c'est nul ».
N'ayant pas eu le succès escompté, la série a été abandonnée après deux saisons seulement.